# Domenico De Dominicis (capitano)
Domenico De Dominicis (Napoli, 8 marzo 1875 – Maharuga, 25 dicembre 1913) è stato un militare italiano, decorato con la medaglia d'oro al Valor Militare.

## Biografia
Ex-allievo del corso 1887-90 della Scuola Militare Nunziatella di Napoli, fu ufficiale dei Battaglioni Ascari durante le operazioni militari in Libia della guerra italo-turca, sotto il comando del colonnello Antonio Miani.
Impegnato in combattimento il 24 dicembre 1913 nella regione del Fezzan, in località Maharuga (successivamente ribattezzata Qarat al Mahruqah, nel distretto di Wadi al-Shatii), guidò valorosamente i propri uomini, rimanendo tuttavia gravemente ferito. In seguito al suo decesso, avvenuto il giorno successivo, fu inumato in località Brach, a poco più di 26 chilometri dal luogo dello scontro.
In seguito all'abbandono della zona da parte delle truppe italiane nel 1914, la tomba fu lungamente perduta. Circa quindici anni dopo, il 24 novembre 1929, essa fu ritrovata dalle truppe della colonna Graziani, ed in particolare dalla colonna dello Sciueref al comando di Amedeo di Savoia-Aosta, Duca delle Puglie, che riconquistò l'area di Brach. All'ispezione, la tomba risultava pressoché intatta, con la sola volta crollata, e portava i segni di un riattamento recente. All'interno, la salma di De Dominicis si presentava ancora parzialmente intatta, e fu possibile riconoscerne, oltre allo scheletro, i capelli biondo-castani e parte della divisa, quali "i gambali, lembi di camicia kaki, d'uniforme, una falda del casco, le controspalline coi distintivi del V eritreo, qualche bottone della giubba".
Successivamente al ritrovamento, la salma fu traslata al Mausoleo delle Medaglie d'Oro di Tripoli e quindi probabilmente al Sacrario Militare dei Caduti d'Oltremare di Bari.
Al capitano De Dominicis è dedicata una via nel quartiere Vomero della natìa Napoli ed una a Roma, nella zona di Casal Bertone.
Inoltre, allo stesso è dedicata la Caserma sede del 184º reggimento sostegno telecomunicazioni "Cansiglio" in Treviso.

## Galleria d'immagini

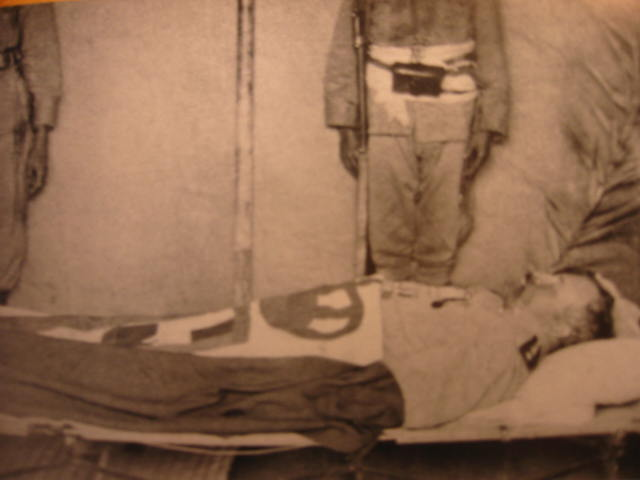
La salma del capitano De Dominicis, 25 dicembre 1913
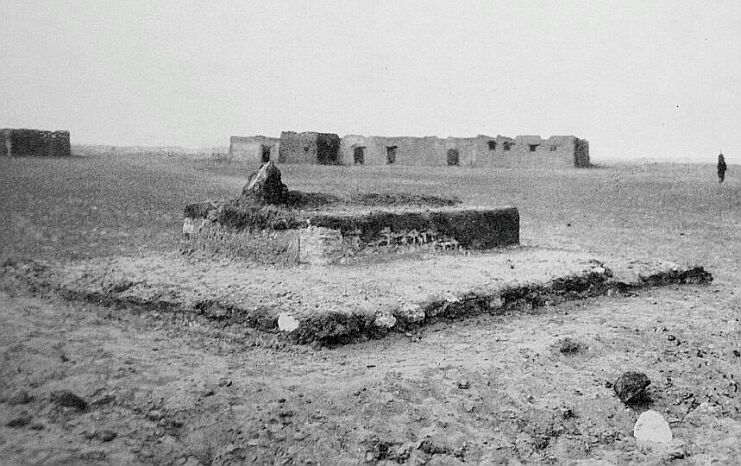
La tomba del capitano De Dominicis a Brach, Libia, 24 novembre 1929